# Colibri-de-bico-largo
Colibri-de-bico-largo, beija-flor-de-bico-largo-comum ou colibri-de-doubleday (Cynanthus latirostris) é um beija-flor de pequeno porte que reside no México e no sudoeste dos Estados Unidos. A ave apresenta dimorfismo sexual, e os juvenis se assemelham mais à fêmea adulta do que ao macho adulto. O beija-flor de bico largo é um pássaro de cor brilhante com um bico vermelho largo e brilhante. A ave também é conhecida por seus outros nomes comuns – o Colibrí Pico Ancho em espanhol e Colibri circé em francês. É uma ave diurna.

## Taxonomia
Existem cerca de 360 espécies descritas de beija-flores que podem ser categorizadas em 9 clados diferentes.  O gênero Cynanthus se enquadra no clado esmeralda dos beija-flores. O clado esmeralda formou-se entre 10 e 15 milhões de anos atrás e possui a maior diversidade de espécies. O beija-flor de bico largo foi formalmente descrito em 1827 por William Swainson com base em espécimes coletados por William Bullock no México. Swainson cunhou o nome binomial Cynanthus latirostris . Swainson especificou a localidade tipo como "Table land ?" onde ele incluiu um ponto de interrogação. Esta espécie provavelmente não ocorre lá e em 1939 o ornitólogo americano Robert Moore designou a localidade tipo como o Vale do México perto da Cidade do México. O nome da espécie combina o latim latus que significa "amplo" com -rostris que significa "-faturado".

### Subespécies
O Comitê de Classificação Norte-Americana da Sociedade Ornitológica Americana (AOS), o Comitê Ornitológico Internacional (IOC) e o Handbook of the Birds of the World (HBW) da BirdLife International reconhecem essas três subespécies de beija-flor de bico largo:
- C.l. magicus ( Mulsant e Verreaux, J, 1872) – sudoeste dos EUA, Sonora, Sinaloa e Nayarit (noroeste do México)
- C.l. propinquus Moore, RT 1939 – Guanajuato e norte de Michoacán (centro do México)
- C.l. latirostris Swainson, 1827 – Tamaulipas, San Luis Potosí para Veracruz (leste do México)

Esses três sistemas taxonômicos incluíam anteriormente mais duas subespécies, que agora são o beija-flor Três Marias (C. lawrencei) e o beija-flor coroado de turquesa (C. doubledayi), mas em meados de 2022 os reconheceu como espécies separadas com base em publicações de 2014 e 2017. A partir dessa data, a taxonomia mais recente de Clements foi datada de agosto de 2021. Essa taxonomia reconhecia o beija-flor coroado de turquesa, mas reteve as Três Marias como uma subespécie de bico largo.
O beija-flor de bico largo hibridizou com duas espécies diferentes: o beija-flor de Rivoli (Eugenes fulgens) e o beija-flor de coroa violeta (Amazilia violiceps).

## Descrição
O beija-flor de bico largo é um beija-flor de pequeno porte em cerca de 8–10 centímetros (3,1–3,9 pol) longo. Pesa apenas 3-4 gramas, com o macho pesando um pouco mais que a fêmea. A envergadura do beija-flor é de cerca 13 centímetros (5,1 pol). Tem um bico longo e de cor avermelhada brilhante que tem uma ponta preta. As aves são verde metálico dorsalmente com coloração mais opaca na coroa e na testa. O beija-flor é sexualmente dimórfico, com a aparência dos adultos variando significativamente.

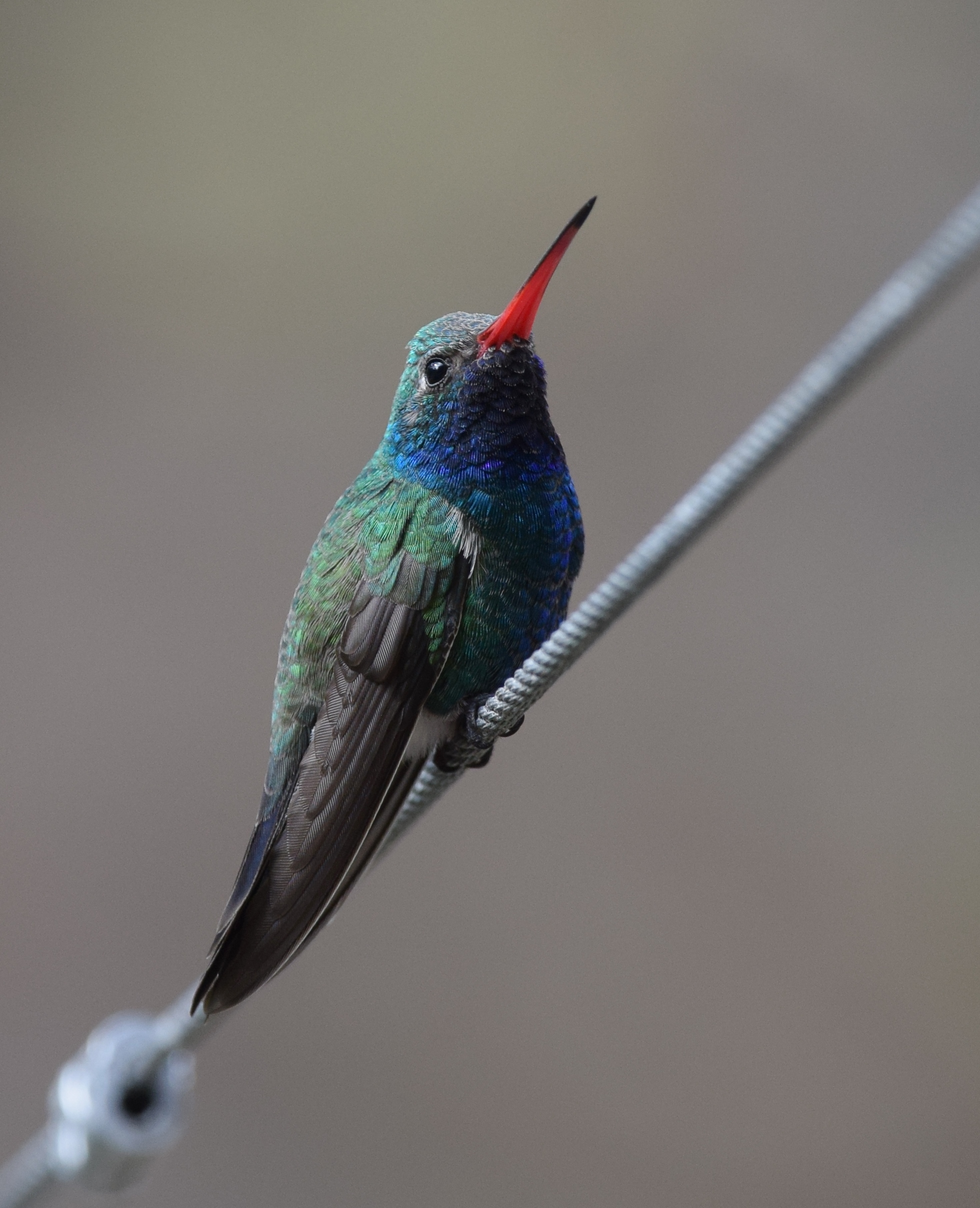
Macho adulto C. latirostris
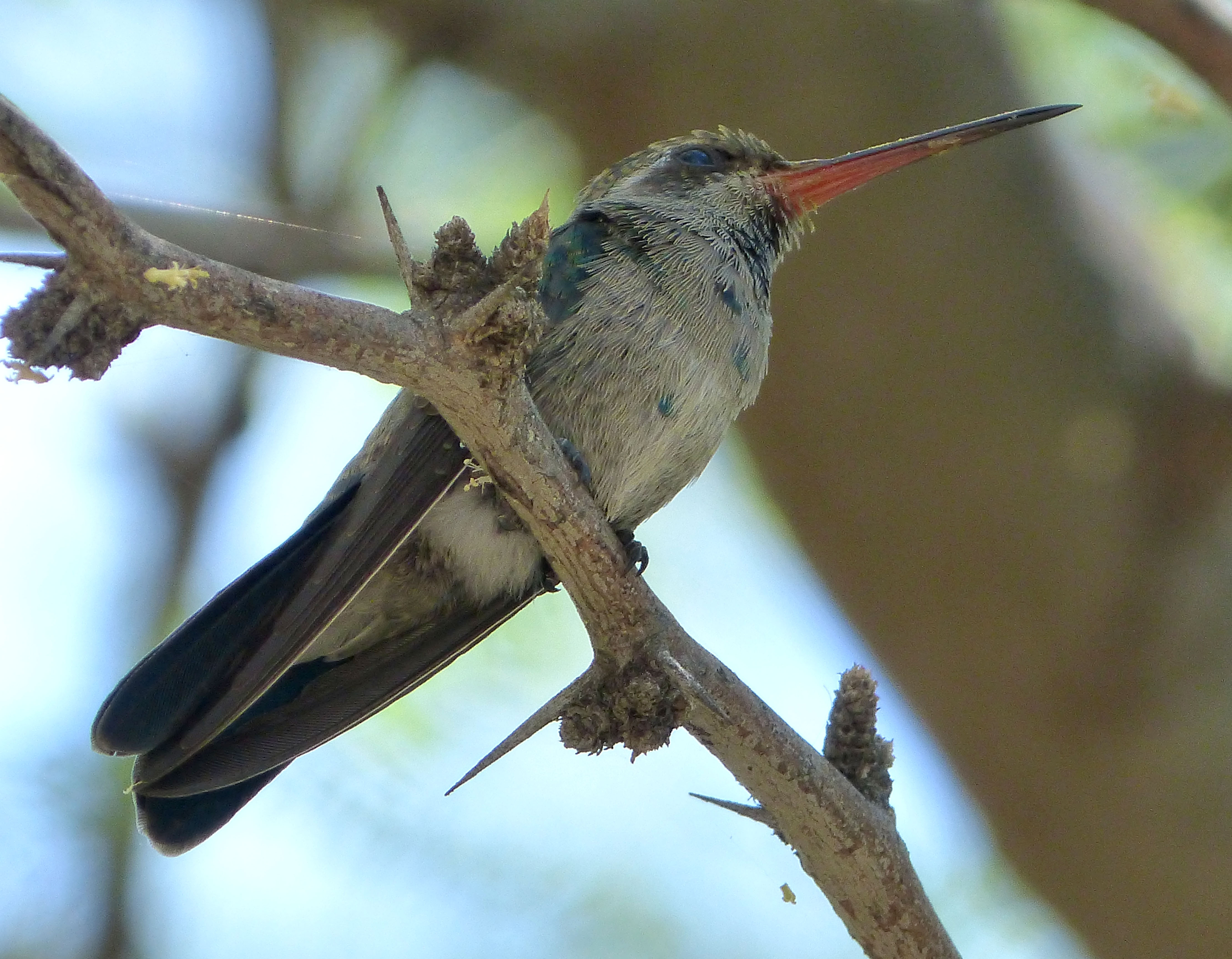
Fêmea adulta C. latirostris

O macho é verde escuro com coberteiras brancas e garganta azul. A cauda dos machos adultos é azul-escura e larga. As penas de voo são cinza-acastanhadas. A fêmea adulta tem uma barriga pálida e uma faixa branca atrás do olho. Suas penas da cauda são de ponta branca. O bico do macho é mais curto, mas vermelho mais brilhante. Quanto ao tamanho, tanto os machos juvenis quanto os adultos têm asas e caudas maiores que as fêmeas.
A coloração dos juvenis tende a se assemelhar à fêmea adulta. Com o tempo, o bico dos machos juvenis ficará avermelhado e penas iridescentes aparecerão em sua garganta. Ao contrário das fêmeas, os machos juvenis não têm cauda com ponta branca.
As incubações têm um corpo marrom e penas alaranjadas e um bico laranja.

### Vocalizações
A conversa de C. latirostris é feita tanto pelo macho quanto pela fêmea. Como a nota de um Kinglet coroado de rubi ( Regulus calendula ), a conversa soa como um chi-dit rápido. Este ruído pode ser feito empoleirado ou em voo. O canto dos machos é um zunido lamuriento - mas pouco se sabe sobre seu canto.

## Distribuição e habitat
Nos Estados Unidos, C. l. latirostris vive ao longo de riachos e bosques de carvalhos . Prefere áreas com arvoredos à beira do córrego e vegetação densa, bem como bosques de carvalhos abertos em cânions mais baixos. Favorece a vida em áreas com plátanos do Arizona (Platanus wrightii), choupos de Fremont (Populus fremontii) e algaroba.
No México, os espécimes foram coletados em quase todas as elevações acima do nível do mar, mesmo de 1.494 a 3.048 metros de altura. Ao longo da costa do Pacífico, o beija-flor de bico largo é conhecido por ser um residente comum de florestas áridas de espinhos, florestas tropicais decíduas e matas ciliares de galeria.
Durante a época de reprodução, o beija-flor de bico largo é comum em desfiladeiros desérticos e bosques de carvalhos de baixa montanha. É encontrado no sudoeste dos Estados Unidos até o centro do México. Foi observado reprodução no sudeste do Arizona, sudoeste do Novo México e raramente no sudoeste do Texas. Também houve avistamentos raros em todo o continente, inclusive no Arkansas. No estado de Sonora, no México, é o beija-flor mais comum.

### Migração e residentes permanentes
As populações reprodutoras de C. l. latirostris nos Estados Unidos, Sonora e Nuevo León são todos migratórios. Não há informações suficientes sobre a migração, mas acredita-se que os pássaros voem mais para o sul, no México, em Guerrero e Baja California Sur. A maioria das populações no México são residentes, a menos que residam no extremo norte. As populações do norte migram para o sul no início de novembro e retornam no início de março. Houve avistamentos raros nos meses de outono e inverno no sul da Califórnia, Texas e até raramente em Oregon, Idaho, Colorado e na Costa Leste.  Um mapa de abundância de beija-flores de bico largo foi produzido no eBird.

## Comportamento

### Dieta

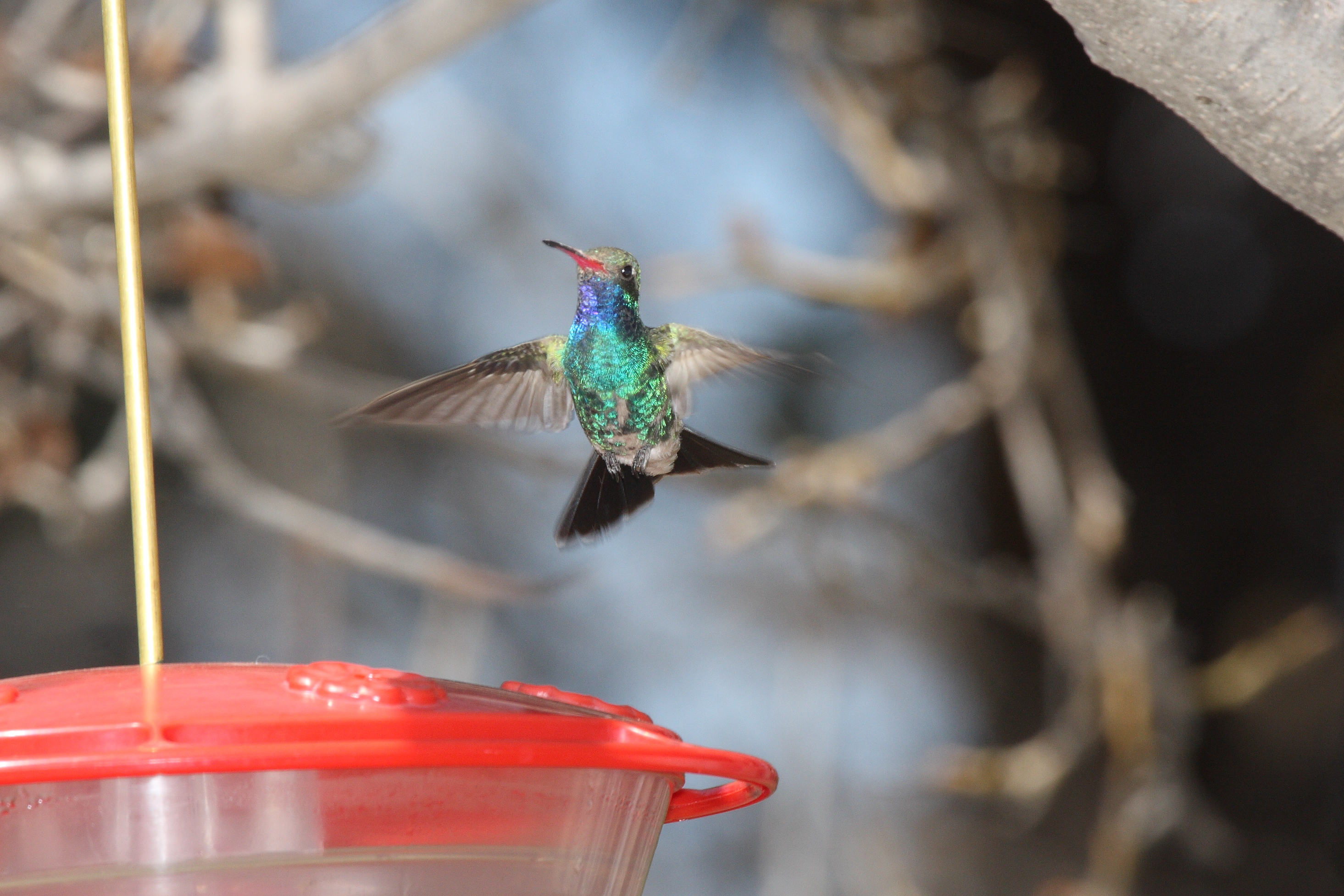
C. latirostris visitando um alimentador de água com açúcar

O beija-flor de bico largo come néctar e insetos. O beija-flor também é conhecido por visitar os alimentadores de beija-flores de água com açúcar. Seus hábitos alimentares mostraram que o beija-flor de bico largo prefere visitar flores vermelhas ou vermelhas e amarelas.
Para se alimentar de néctar, o beija-flor estende o bico e a língua longa na flor para acessar o néctar enquanto paira. Isso difere de seu comportamento nos alimentadores, onde muitas vezes eles pousam. Para se alimentar de insetos, as espécies de pássaros podem pegá-los no ar ou pairar e arrancá-los de uma planta.
Não se sabe muito sobre o metabolismo, bebida e processo de seleção de alimentos desta espécie.

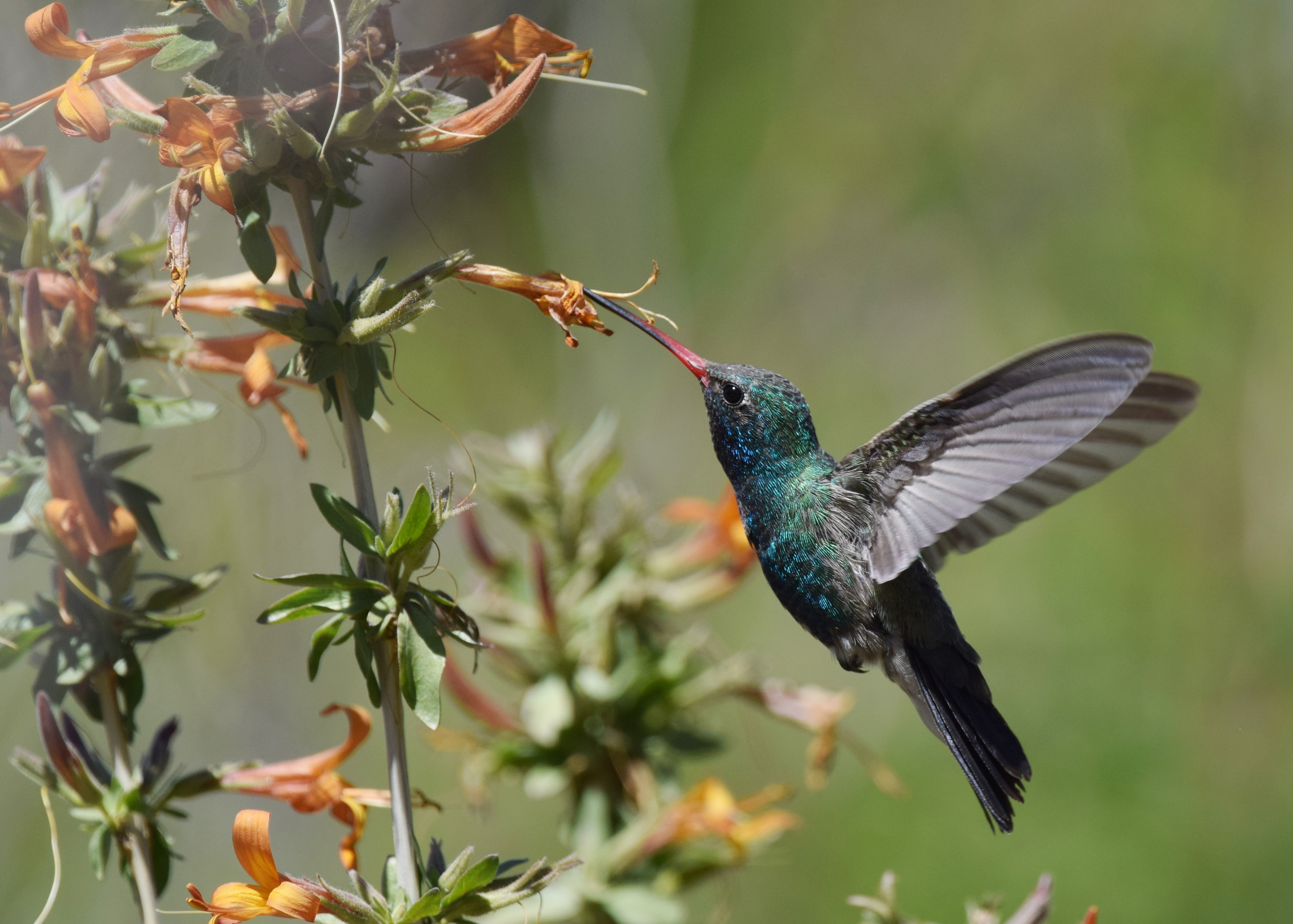
C. latirostris se alimentando de néctar de uma flor no Arizona

Nos Estados Unidos, o beija-flor de bico largo é conhecido por comer das seguintes espécies de flores:
Agave (Agave parryi e A. schottii), madressilva do deserto (Anisacanthus thurberii), serralha (Asclepias spp.), Bouvardia (Bouvardia glaberima), ave-do-paraíso ( Caesalpinia gilliesii ), pincel indiano ( Castilleja spp. ), salgueiro do deserto (Chilopsis linearis), cardo do Novo México ( Cirsium neomexicanum ), erva de fogo (Epilobium canum), feijão coral (Erythrina flabelliformis), ocotillo (Fouquieria splendens), madressilva de trombeta (Lonicera sempervirens), cornetim escarlate (Penstemon barbatus), língua de barba de Mojave (P. pseudospectabilis), penstemon soberbo ( P. superbus ) e betonia do Texas (Stachys coccinea).
No sul do México, o beija-flor de bico largo é conhecido por comer das seguintes espécies de flores:
Bejuco blanco ( Exogonium bracteatum ), pochote ( Ceiba aesculifolia ), cacto ( Lemairocereus spp.), espanador ( Calliandra spp. ), Bumelia spp. e cipó (Paullinia sessiliflora).

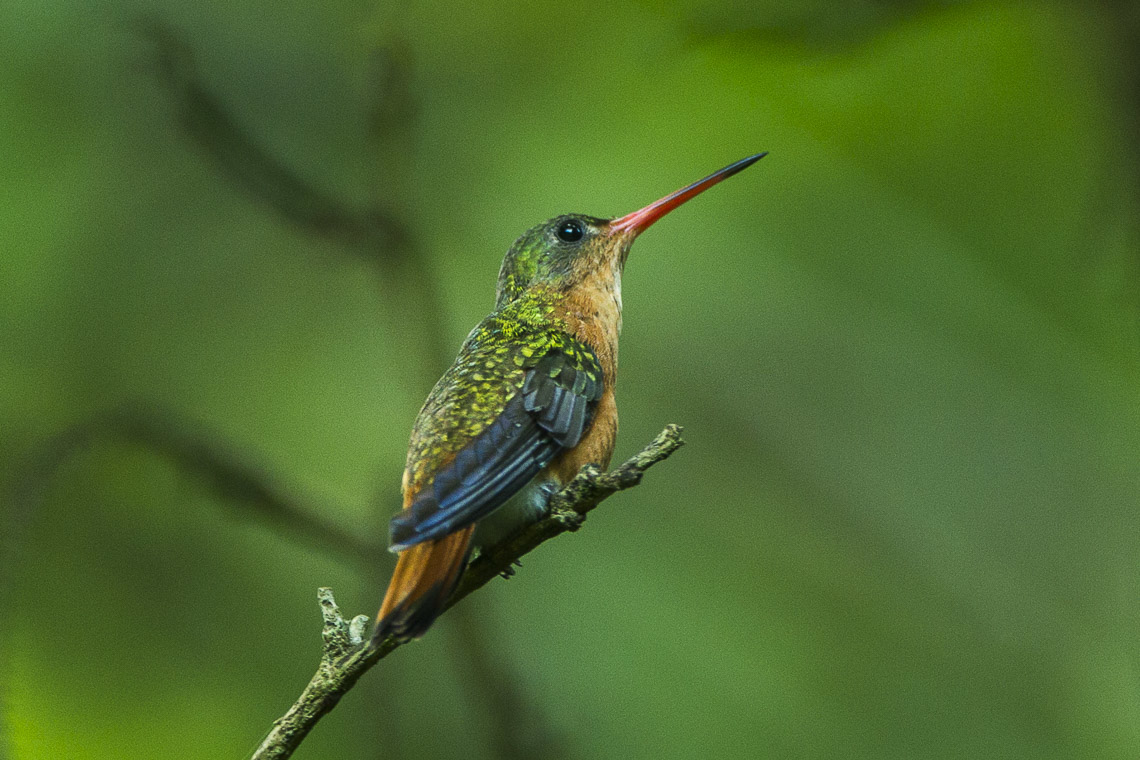
O beija-flor de canela (acima) cria competição com o beija-flor de bico largo, fazendo com que C. latirostris forrageia a partir de fontes alimentares de qualidade inferior

Em Nayarit e Jalisco, no México, sabe-se que o beija-flor de bico largo ocorre na mesma faixa que o beija-flor de canela (Amazilia rutila). Isso leva à competição alimentar e, portanto, quando co-ocorrendo, o C. latirostris se alimentará de flores com baixa disponibilidade de néctar. O beija-flor de bico largo se alimentará de flores disponíveis com alto néctar, como o jacarandá de folha afiada (Jacaranda acutifolia), hibisco adormecido (Malvaviscus arboreus) e visco (Psittacanthus longipennis). Quando em competição com a A. rutila, a C. latirostris se alimentará de Calopogonium parvum, poinciana real (Delonix regia), semente de veludo (Hamelia versicolor), hibisco (Hibiscus sp.) e coralblow (Russelia tenuis).
No México central, o C. latirostris se alimenta de dois cactos ( Pachycereus weberi e Pilosocereus chrysacanthus . ) Depois de se alimentarem dessas espécies, os beija-flores estudados apresentaram grãos de pólen. No entanto, considerou-se que eles não têm nenhum papel na polinização dessas plantas.
Há pouca informação disponível sobre os insetos que comem beija-flores de bico largo. No entanto, um estudo mostrou que, mesmo quando há abundância de insetos, os beija-flores preferem se alimentar de flores, se disponíveis. No Guadalupe Canyon, no México, os beija-flores só foram vistos comendo Diptera e Ephemeroptera voadores.

### Reprodução
Os beija-flores de bico largo reproduzem-se sexualmente através da escolha de parceiros . Para atrair uma parceira, o macho fará uma "exibição de pêndulo" para a fêmea. Esta exibição consiste no colibri macho de bico largo pairando na frente da fêmea e voando para frente e para trás 4 vezes em arcos repetidos, assim como um pêndulo.
Nos Estados Unidos, geralmente há 2 tentativas de criação por ano, em meados de abril a meados de junho e depois novamente em julho a meados de agosto. Essas datas coincidem com o pico de disponibilidade de néctar nos habitats dos beija-flores de bico largo. No Arizona, os pares se reproduzem em habitats semiabertos de 914 a 1524 metros de altitude. No sul do México, a espécie se reproduz por um longo período de tempo. Os órgãos sexuais da ave demonstraram ser capazes de se reproduzir de janeiro a agosto. Em Sonora e no oeste do México, a reprodução começa em meados de janeiro, atingindo o pico em meados de março e terminando em agosto.
O beija-flor de bico largo normalmente cria um ninho a 2 metros do solo. No Guadalupe Canyon, a maioria dos ninhos foi encontrada a uma altura média de 1,1 metro acima do solo. Embora a altura do solo seja importante para as mães, os habitats de nidificação foram encontrados em muitas elevações. Um estudo encontrou 4 ninhos entre 14 metros, em Sinaloa, a 442 metros, em Sonora. Acredita-se que a seleção do local do ninho seja menos específica em indivíduos que vivem na parte sul da faixa. Os próprios ninhos são construídos apenas pelas fêmeas. A fêmea vai tecer o material de nidificação (casca, gramíneas e folhas secas) em um ninho e moldá-lo com seu corpo. O ninho é de cerca de 2,5 cm de altura, com um diâmetro interno de 1,9 cm. O interior é forrado com materiais como penugem de plantas brancas, caules de plantas, folhas, flores de plantas e até líquenes. Uma vez pronto, o beija-flor fêmea de bico largo colocará 2 ovos em seu ninho. Os ovos de C. latirostris são lisos e brancos. Em média, os ovos medem 12 por 8 milímetros. Embora incerto, acredita-se que a fêmea incuba os ovos por mais de 2 semanas. Após a eclosão, no Guadalupe Canyon as fêmeas passaram cerca de 60% de cada hora em seu ninho. As maiores causas de mortalidade do ninho são devido à predação de ovos e filhotes, abandono do ninho antes do ovo e falha na eclosão dos ovos.
Há pouca informação conhecida disponível sobre incubação, eclosão, crescimento e criação desta espécie.